# Tilapia
Tilapia är en grupp afrikanska fiskar av familjen ciklider som också är en betydande matfisk. Fiskgruppen odlas både som mat- och som akvariefisk framförallt i USA och Asien. I vilt tillstånd lever fiskgruppen i Afrika. Arterna inom gruppen omnämns ibland som "tilapiiner".
Tilapia bedöms idag vara världens tredje viktigaste odlade fisksläkte, framförallt niltilapia, som odlades i Egypten redan under faraonernas tid. Populariteten härrör från snabb tillväxt och mycket bra mat/vikt-förhållande. En detalj vid odlingen är att hanar premieras då deras tillväxtkurva är mycket brantare. Speciella avelslinjer har tagits fram som nästan uteslutande producerar manlig avkomma. 
Till slutet av 1970-talet räknades alla "tilapior" till släktet Tilapia, sedan dess har de delats upp i ett flertal släkten, vilka främst skiljs åt genom sina lekbeteenden. Härnedan ges några exempel:
- Släktet Oreochromis. Honorna är munruvare. 47 arter, exempelvis Oreochromis niloticus (niltilapia, kommersiellt viktig matfisk, ofta odlad) och O. mossambicus (den gamla Tilapia mossambica). Typart är Oreochromis hunteri, Günther, 1889. Denna grupp innefattar de flesta tilapior som är akvariefiskar.
- Släktet Tilapia innefattar bottenlekande arter som är yngelvårdande. 40 arter, exempelvis Tilapia mariae, T. rendalli och T. zilli. Typart är Tilapia sparrmanii, Smith, 1840.
- Släktet Sarotherodon. Hannarna är munruvare. 19 arter, exempelvis Sarotherodon galilaeus. Typart är  Sarotherodon melanotheron, Rüppell, 1852.
- Släktet Alcolapia. Lever i små, varma sjöar med mycket alkaliskt vatten. Honorna är munruvare. 4 arter: Alcolapia alcalicus, A. latilabris, A. ndalalani och typarten A. grahami, (Boulenger, 1912).

Tilapia-gruppen är fortfarande under taxonomisk omarbetning, och viss inkonsekvens eller förvirring kring namngivningen av arterna förekommer i litteraturen; bland annat kan man till exempel ibland ännu se niltilapian Oreochromis niloticus omnämnd som Tilapia nilotica.